# Plagigeyeria olsavskyi
Plagigeyeria olsavskyi – gatunek ślimaka z rzędu Littorinimorpha i rodziny źródlarkowatych.
Gatunek ten opisany został po raz pierwszy w 2020 roku przez Jozefa Grego. Jako miejsce typowe wskazano źródło Kajtazovina w miejscowości Studenci w Bośni i Hercegowinie. Epitet gatunkowy nadano na cześć Mária Olšavskiego, słowackiego speleologa, który brał udział w odłowie materiału typowego.
Ślimak ten osiąga do około 2 mm wysokości i do około 1,4 mm szerokości muszli, której kształt jest podługowato-piramidalny, a barwa mlecznobiała. Szczyt muszli jest stępiony i spłaszczony. Na skrętkę muszli składają się cztery wypukłe skręty oddzielone głębokimi szwami. Dołek osiowy jest otwarty. Kształt ujścia muszli jest okrągławy do lekko owalnego. W widoku nasadowym ujście wyraźnie wystaje poza obrys muszli. Perystoma jest lekko rozszerzona wzdłuż krawędzi ujścia.
Gatunek ten jest endemitem Bośni i Hercegowiny, znanym tylko z dwóch stanowisk. Jednym jest źródło Kajtazovina na Studeničko Polju w kantonie hercegowińsko-neretwiańskim, a drugim źródło Mali Prokop w miejscowości Donji Proboj w kantonie zachodniohercegowińskim. Mięczak ten zasiedla bentos. Należy do zdrapywaczy żerujących na peryfitonie.